# Yoon Byung-soon
Yoon Byung-Soon (27 de novembro de 1963) é uma ex-handebolista sul-coreana. medalhista olímpica.
Fez parte da geração sul-coreana, medalha de prata, em Los Angeles 1984.